# 六條誠一
六條 誠一（ろくじょう せいいち）は、日本の元アマチュア野球選手である。ポジションは投手、外野手。

## 来歴・人物
1968年に高松第一高校のエースとして活躍したが、1968年の夏の甲子園県予選の準決勝で吉村健二らがいた高松商業高校に敗れ、甲子園への出場を果たすことができなかった。同年のドラフト会議で広島東洋カープから8位指名されたが、入団せず、日本鋼管に入社する。
日本鋼管に入社した後には、外野手に転向し、主に右翼手として出場した。のちに日本鋼管福山に移籍し、1982年の都市対抗では10年連続出場選手に選ばれた。